# Mustapha Moustawdae
Mustapha Moustawdae ou Moustawdaa, elle s'écrit parfois Moustaoudia, (en arabe : مصطفى مستودع), né le 28 septembre 1968 à Casablanca, est un footballeur international marocain qui évoluait au poste d'attaquant au Raja Club Athletic. Agile et très technique, il est considéré comme l'un des meilleurs attaquants de l'histoire du football marocain. 
Il commence sa carrière footballistique en rejoignant les juniors du Raja Club Athletic en 1987 avant d'intégrer l'équipe A en 1989 où il figure parmi la liste de Rabah Saâdane qui remporte la Coupe des clubs champions africains 1989. Il gagne rapidement sa place parmi la ligne d'attaque du Raja malgré les blessures fréquentes qui freinent considérablement sa carrière. Il remporte ensuite cinq championnats du Maroc, une Coupe du Trône, deux Ligues des champions en 1997 et 1999 où joue un rôle décisif, une Coupe Afro-Asiatique et une Supercoupe d'Afrique. En 2000, il participe à la Coupe du monde des clubs, où il réalise des performances mémorables et inscrit contre le Real Madrid, son dernier but avec le Raja. En 2000, il quitte le Raja et signe au Emirates Club avant de rallier Al-Dhafra en 2002 où il finit sa carrière. 
Fidèle à son club formateur où il joua la quasi-totalité de sa carrière, il possède l'un des plus beaux palmarès du football marocain et africain, combinant des trophées sur le niveau national et international. Avec onze titres officiels, il est le quatrième joueur le plus titré de l'histoire du Raja CA, derrière Abdellatif Jrindou, Redouane El Haimer et Mustapha Chadli. Il est d'ailleurs le seul joueur marocain qui remporté la Ligue des champions à trois reprises, en 1989, 1997 et 1999.

## Biographie

### En club

#### Jeunesse et formation
Né le 28 septembre 1968, Mustapha Moustawdae grandit dans une famille modeste au quartier de Bilmdoune, situé à Casablanca. Dans son quartier, il commence très jeune à jouer le football au sein du Chabab Bilmdoune, l'équipe amateur du quartier. Dès son enfance, il est surnommé Smayka par ses amis qui signifie 'sourd' en dialecte marocain, du fait qu'il était malentendant de l'oreille droite.

#### Premiers pas (1987-1989)
Remarquant son grand talent, un voisin nommé Jamal le pousse à intégrer les juniors Raja Club Athletic en 1987 sous la houlette de M’hamed Fakhir.  
Au début de la saison 1989-1990, Il rejoint l’équipe première, où il dispute son premier match contre les FAR de Rabat au Stade Bachir, où les verts s'imposent 2-0 grâce aux buts de Fathi Jamal et Said Seddiki. 
Il se blesse lors d'une rencontre contre le Tihad Athletic Sport, qui l'éloigne des terrains pendant quelques semaines, mais il est cependant parmi la liste de Rabah Saâdane qui remporte quelque temps après la Coupe des clubs champions 1989.

#### Révélation et blessures (1989-1993)
Le 2 juin 1990, Mustapha inscrit son premier but en professionnel au titre de la 27e journée du championnat de 1989-1990 contre les Forces Auxiliaires de Ben Slimane (victoire 2-0). En 1990-1991, les coéquipiers de Moustawdae finissent neuvièmes du championnat, et sont éliminés en quarts de finale de la Coupe du Trône par le KAC de Kénitra. 
La saison suivante, le Raja termine vice-champion, à huit points du Kawkab de Marrakech, et parvient à se hisser en finale de la Coupe du Trône pour s'opposer à nouveau à l'Olympique de Casablanca. La rencontre se déroule le 11 janvier 1993 au Stade El Harti à Marrakech, et l'Olympique parvient à battre les verts une autre fois en finale, sur le score de 1-0. 
En 1992, Moustawdae se blesse grièvement à la cheville, ce qui l'éloigne des terrains pendant près de cinq mois. 
Le Raja termine à nouveau second en 1992-1993, derrière le Wydad. En coupe du Trône, le Raja bat enfin l'Olympique de Casablanca, avant d'être éliminé en demi-finales par le Kawkab de Marrakech. En 1993-1994, le Raja finit le championnat à la quatrième place. La saison suivante, les verts se classent huitième.
À cette époque, Moustawdae forme avec Salaheddine Bassir et Mustapha Khalif une ligne d'attaque redoutée par les défenses adverses.

#### Triomphes (1993-2000)
Moustawdae contribue grandement aux victoires successives et historiques du Raja CA, des titres de champion du Maroc entre 1996 et 2000, ainsi que de la Coupe du Trône 1996 et de la Ligue des champions africaine en 1997 et 1999, en plus de plusieurs coupes internationales, la Supercoupe d'Afrique et la Coupe Afro-Asiatique. Véritable maître à jouer de l'équipe, il gagne l'amour des supporters Rajaouis et la confiance des entraîneurs qui se succèdent à la tête de l'équipe.
Le 18 février 1996, au compte des quarts de finale de la coupe du trône, le Raja enregistre le plus grand résultat de l'histoire du Derby et balaye le Wydad sur le score de 5-1, un but de Jamal Sellami et deux doublés de Abdelkarim Nazir et Mustapha Khalif. Il élimine ensuite le Rachad Bernoussi en demi-finales (3-0) avant de battre les FAR de rabat en finale grâce à un but de Abdellatif Jrindou à la 119e minute.
Deux mois après, et à trois journées de la fin du championnat, Mustapha, coaché alors par Guennadi Rogov, remporte avec son équipe le titre en devançant l'OC Khouribga de 9 points. Les verts réalisent alors le doublé coupe-championnat. 
En septembre 1996, à l'occasion de la Coupe arabe organisé en Égypte, le Raja représente le Maroc et finit vice-championne. Lors des dernières minutes de la demi-finale contre le club palestinien du Shabab Rafah, Mustapha a été grièvement blessé ce qui l'empêcha d'aller à l'étranger et de jouer avec l'une des équipes européennes, sachant qu'on lui avait proposé de nombreuses offres.
Après le départ de Salaheddine Bassir en 1996, de nouveaux jeunes joueurs évoluent désormais avec Moustawdae en attaque, tels que Omar Nejjary, Réda Ryahi ou encore Jonas Ogandaga.
Le 3 mars 1997, il marque son premier but en compétitions africaines lors des quarts de finale de la Ligue des champions 1997 contre Mbilinga FC au Stade Mohamed V, où il inscrit un doublé. En plus d'un but de Abdelkrim Jinani, le Raja remporte le match sur le score de 3-0.
Le 14 décembre, après une défaite 1-0 au Ghana, le Raja joue la finale retour de la Ligue des champions contre Ashante Gold au Stade Mohammed V. Moustawdae réalise l'un des meilleurs matchs de sa carrière, et délivre une passe décisive envers son coéquipier Abdelkarim Nazir, qui marque le seul but de la rencontre à la 79e minute. À la 85e minute, il est victime d'une fracture au nez qui lui fait perdre beaucoup de sang, cependant, il refuse de sortir et insiste pour finir le match. Finalement, les verts remportent le titre aux tirs au but.

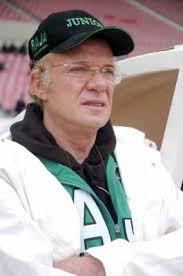
Oscar Fulloné, dernier entraîneur de Mustapha Moustawdae au Raja (1998-2000).

Lors des huitièmes de finale de Ligue des champions de la CAF 1999, contre l'ASEC Ndiambour, Moustawdae porte à lui seul son équipe, en inscrivant un quadruplé, offrant la victoire à son équipe (4-0).
Le 25 avril 1999 au Stade Mohamed V, les verts remportent la Coupe afro-asiatique face aux Coréens du Pohang Steelers grâce au but du jeune Zakaria Aboub (1-0), après un score nul 2-2 à Pohang, où les buts du Raja sont signés Moustawdae et Mustapha Khalif.
Le 29 juin, sous la direction d'Oscar Fulloné, le Raja bat le Jeunesse El Massira (2-1) et décroche son quatrième championnat d'affilée avec un total de 62 points, toujours talonné par le KAC Marrakech.
Le 12 décembre 1999, le Raja affronte, au titre de la finale retour de la Ligue des champions, l'Espérance de Tunis au Stade El Menzah. Dès les premières minutes de la rencontre, l'arbitre offre aux Tunisiens un penalty jugé inexistant par les commentateurs français d'Eurosport[réf. nécessaire]. De plus, le capitaine Abdellatif Jrindou, qui a toujours eu une réputation d'être un joueur sage, reçoit directement un carton rouge. Il donne son brassard de capitaine à son coéquipier Moustawdae, et le penalty est finalement arrêté par le gardien Mustapha Chadli. Le match se termine sur un score vierge 0-0, le Raja s'impose aux tirs au but et remporte sa troisième Ligue des champions.
Lors de l'année 2000, Mustapha Moustawdae participe avec le Raja, seul représentant de l'Afrique, à la Coupe du monde des clubs de la FIFA. Il est titulaire lors des trois rencontres de la compétition disputées contre le Real Madrid, Corinthians et Al Nassr. Il réalise une rencontre mémorable contre le Real Madrid, et réussit, sur une centre de Redouane El Haimer, à vaincre Iker Casillas et à marquer le deuxième but du Raja sur un puissant coup de tête, c'est d'ailleurs son dernier but avec les Verts.
Il joue son dernier match avec le Raja contre la Renaissance sportive de Settat, au titre de la 30e journée du championnat (victoire 3-2 ; buts de Youssef Safri, Bouchaib El Moubarki et Baghdadi), avant qu'il ne rejoigne le championnat émirati.

#### Transfert et fin de carrière (2000-2003)
A l'été 2000, il rejoint le Emirates Club qui évolue alors en UAE Pro League (D1), premier échelon du football émirati. Il y joua deux saisons avant de rallier Al-Dhafra en 2002.
En 2003, il raccroche les crampons à l'âge de 35 ans.

### En sélection
Il est convoqué pour la première fois en équipe nationale marocaine en 1994. Il est ensuite retenu par le sélectionneur français Henri Michel pour prendre part à la Coupe du monde de football 1998 tenue en France, mais il est contraint de déclarer forfait à cause d'une blessure à la jambe.

## Palmarès
Raja Club Athletic
- Championnat du Maroc (5)
  - Champion : 1996, 1997, 1998, 1999 et 2000.
  - Vice-champion : 1992.

- Coupe du Trône (1)
  - Vainqueur : 1996.
  - Finaliste : 1992.

- Ligue des champions de la CAF (3)
  - Vainqueur : 1989, 1997 et 1999.

- Coupe Afro-Asiatique (1)
  - Vainqueur : 1998.

- Supercoupe d'Afrique (1)
  - Vainqueur : 2000.
  - Finaliste : 1998.

Avec onze titres en compétitions officielles, il est le quatrième joueur marocain le plus titré de l'histoire, derrière les autres rajaouis Abdellatif Jrindou, Redouane El Haimer et Mustapha Chadli qui ont respectivement dix-neuf, seize et quatorze titres.